# Sam Gagner
Pour les articles homonymes, voir Gagner.
Sam Gagner (né le 10 août 1989 à London en Ontario au Canada) est un joueur professionnel canadien de hockey sur glace. Il est le fils de Dave Gagner, ancien joueur de la Ligue nationale de hockey.

## Carrière
Il commence sa carrière en 2004-2005 en Midget AAA  avec les Marlies de Toronto totalisant 173 points en 89 matches avant de rejoindre à l'école secondaire américaine les Musketeers de Sioux City dans l’United States Hockey League.
En 2006-2007, il rejoint les Knights de London de la Ligue de hockey de l'Ontario et joue au centre de la première ligne en compagnie de Patrick Kane et de Sergueï Kostitsyne. Il inscrit alors 118 points en 53 matches et 29 de plus lors des séries éliminatoires. Au total, la première ligne inscrit 394 points au cours de la saison. Sergueï Kostitsyne est choisi lors du repêchage d'entrée de 2005 dans la Ligue nationale de hockey par les Canadiens de Montréal au 7e tour alors que Sam Gagner et Patrick Kane sont choisis lors du repêchage d'entrée 2007. Patrick Kane est choisi en tant que premier choix par les Blackhawks de Chicago et Sam Gagner en tant que sixième choix par les Oilers d'Edmonton.
Sam Gagner participe avec l'équipe LHO au Défi ADT Canada-Russie en 2006 et fait partie en 2007 de l'équipe du Canada qui remporte la médaille d'or lors du championnat du monde junior. Il a également participé au match des étoiles de la ligue de l'Ontario et il a participé au défi de la Ligue canadienne de hockey. Il a participé à la Super Série 2007, série pour rendre hommage à la Série du Siècle de 1972. Lors du premier match à Oufa, il inscrit un but et réalise une passe pour une victoire du Canada 4-2.
Il débute dans la LNH le 4 octobre 2007 avec l'équipe des Oilers et inscrit son premier but lors d'une rencontre du 20 octobre 2007 contre les Flames de Calgary. Le 19 mars 2009, il réalise un coup du chapeau lors de la victoire 8 à 1 des Oilers d'Edmonton contre l'Avalanche du Colorado. Le 2 février 2012, il inscrit 4 buts et réalise 4 passes décisives pour un total de 8 points lors de la victoire 8 à 4 des Oilers d'Edmonton contre les Blackhawks de Chicago. Il égalise ainsi un record d'équipe codétenu par Wayne Gretzky et Paul Coffey et obtient les 3 étoiles de la rencontre.
Le 29 juin 2014, il est échangé au Lightning de Tampa Bay en retour de l'attaquant Teddy Purcell puis, moins de deux heures plus tard, aux Coyotes de l'Arizona contre un choix de sixième tour en 2015. Le 27 juin 2015, il est transigé aux Flyers de Philadelphie contre  le défenseur Nicklas Grossmann ainsi que le contrat de Chris Pronger.
Le 1er août 2016, il signe un contrat d'un an avec les Blue Jackets de Columbus.
Le 16 février 2019, il est échangé contre Ryan Spooner retournant ainsi vers les Oilers d'Edmonton .
Le 24 février 2020, il passe des Oilers aux Red Wings de Détroit avec deux choix de 2e ronde (2020 et 2021) en retour des attaquants Andreas Athanasiou et Ryan Kuffner. 

## Statistiques

### En club
| Saison     | Équipe                    | Ligue      |       | Saison régulière | Saison régulière | Saison régulière | Saison régulière | Saison régulière |   | Séries éliminatoires | Séries éliminatoires | Séries éliminatoires | Séries éliminatoires | Séries éliminatoires |
| Saison     | Équipe                    | Ligue      | PJ    | B                | A                | Pts              | Pun              | PJ               | B | A                    | Pts                  | Pun                  |                      |                      |
| 2005-2006  | Musketeers de Sioux City  | USHL       | 56    | 11               | 35               | 46               | 60               | -                | - | -                    | -                    | -                    |                      |                      |
| 2006-2007  | Knights de London         | LHO        | 53    | 35               | 83               | 118              | 36               | 16               | 7 | 22                   | 29                   | 22                   |                      |                      |
| 2007-2008  | Oilers d'Edmonton         | LNH        | 79    | 13               | 36               | 49               | 23               | -                | - | -                    | -                    | -                    |                      |                      |
| 2008-2009  | Oilers d'Edmonton         | LNH        | 76    | 16               | 25               | 41               | 51               | -                | - | -                    | -                    | -                    |                      |                      |
| 2009-2010  | Oilers d'Edmonton         | LNH        | 68    | 15               | 26               | 41               | 33               | -                | - | -                    | -                    | -                    |                      |                      |
| 2010-2011  | Oilers d'Edmonton         | LNH        | 68    | 15               | 27               | 42               | 37               | -                | - | -                    | -                    | -                    |                      |                      |
| 2011-2012  | Oilers d'Edmonton         | LNH        | 75    | 18               | 29               | 47               | 36               | -                | - | -                    | -                    | -                    |                      |                      |
| 2012-2013  | EC Klagenfurt AC          | EBEL       | 21    | 10               | 10               | 20               | 8                | -                | - | -                    | -                    | -                    |                      |                      |
| 2012-2013  | Oilers d'Edmonton         | LNH        | 48    | 14               | 24               | 38               | 23               | -                | - | -                    | -                    | -                    |                      |                      |
| 2013-2014  | Oilers d'Edmonton         | LNH        | 67    | 10               | 27               | 37               | 41               | -                | - | -                    | -                    | -                    |                      |                      |
| 2014-2015  | Coyotes de l'Arizona      | LNH        | 81    | 15               | 26               | 41               | 28               | -                | - | -                    | -                    | -                    |                      |                      |
| 2015-2016  | Flyers de Philadelphie    | LNH        | 53    | 8                | 8                | 16               | 25               | 6                | 0 | 2                    | 2                    | 8                    |                      |                      |
| 2015-2016  | Phantoms de Lehigh Valley | LAH        | 9     | 1                | 5                | 6                | 4                | -                | - | -                    | -                    | -                    |                      |                      |
| 2016-2017  | Blue Jackets de Columbus  | LNH        | 81    | 18               | 32               | 50               | 22               | 5                | 0 | 2                    | 2                    | 2                    |                      |                      |
| 2017-2018  | Canucks de Vancouver      | LNH        | 74    | 10               | 21               | 31               | 35               | -                | - | -                    | -                    | -                    |                      |                      |
| 2018-2019  | Canucks de Vancouver      | LNH        | 7     | 1                | 2                | 3                | 4                | -                | - | -                    | -                    | -                    |                      |                      |
| 2018-2019  | Marlies de Toronto        | LAH        | 43    | 12               | 25               | 37               | 12               | -                | - | -                    | -                    | -                    |                      |                      |
| 2018-2019  | Oilers d'Edmonton         | LNH        | 25    | 5                | 5                | 10               | 10               | -                | - | -                    | -                    | -                    |                      |                      |
| 2019-2020  | Condors de Bakersfield    | LAH        | 4     | 2                | 2                | 4                | 5                | -                | - | -                    | -                    | -                    |                      |                      |
| 2019-2020  | Oilers d'Edmonton         | LNH        | 36    | 5                | 7                | 12               | 10               | -                | - | -                    | -                    | -                    |                      |                      |
| 2019-2020  | Red Wings de Détroit      | LNH        | 6     | 1                | 0                | 1                | 2                | -                | - | -                    | -                    | -                    |                      |                      |
| 2020-2021  | Red Wings de Détroit      | LNH        | 42    | 7                | 8                | 15               | 15               | -                | - | -                    | -                    | -                    |                      |                      |
| 2021-2022  | Red Wings de Détroit      | LNH        | 81    | 13               | 18               | 31               | 32               | -                | - | -                    | -                    | -                    |                      |                      |
| 2022-2023  | Jets de Winnipeg          | LNH        | 48    | 8                | 6                | 14               | 13               | -                | - | -                    | -                    | -                    |                      |                      |
| 2023-2024  | Condors de Bakersfield    | LAH        | 15    | 3                | 6                | 9                | 0                | -                | - | -                    | -                    | -                    |                      |                      |
| 2023-2024  | Oilers d’Edmonton         | LNH        | 28    | 5                | 5                | 10               | 10               | -                | - | -                    | -                    | -                    |                      |                      |
| Totaux LNH | Totaux LNH                | Totaux LNH | 1 043 | 197              | 332              | 529              | 450              | 11               | 0 | 4                    | 4                    | 10                   |                      |                      |

### Par compétitions
| Année | Compétition                 |   | PJ | B | A | Pts | Pun               |  | Résultat |
| 2007  | Championnat du monde junior | 6 | 0  | 0 | 0 | 8   | Médaille d'or     |  |          |
| 2008  | Championnat du monde        | 1 | 0  | 0 | 0 | 0   | Médaille d'argent |  |          |
| 2012  | Coupe Spengler              | 4 | 0  | 3 | 3 | 0   | Vainqueur         |  |          |

## Trophées et honneurs personnels

### Ligue nationale de hockey
- 2007-2008 :
  - participe au Match des Jeunes Étoiles de la LNH
  - nommé recrue du mois de février (2008)